# Nederlandse Argentijnen
Nederlandse Argentijnen (Spaans: neerlando-argentinos) zijn inwoners van Argentinië van Nederlandse afkomst of met Nederlandse voorouders.

## Galerij

Bekende Nederlandse Argentijnen
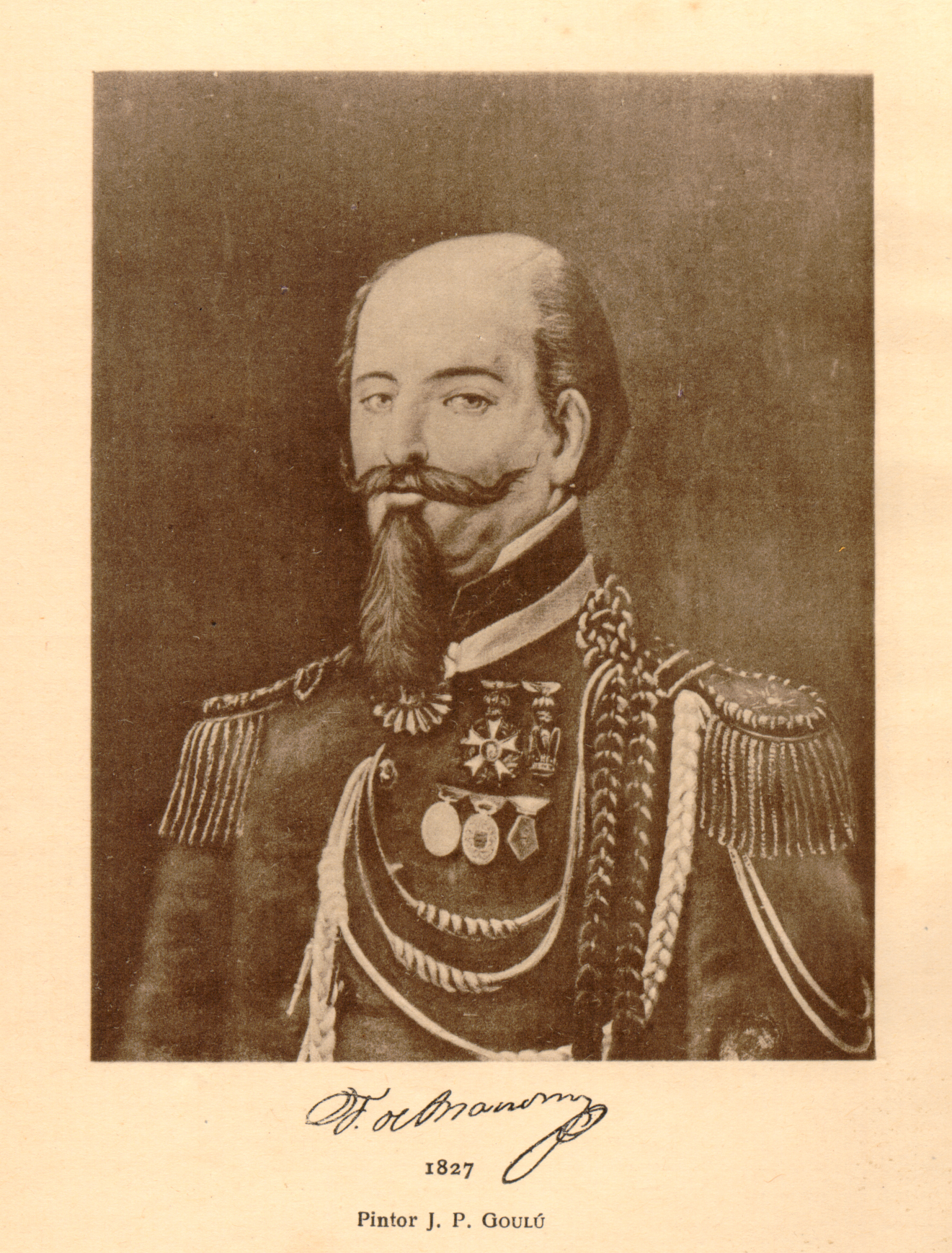
Federico de Brandsen
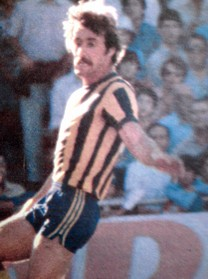
José Van Tuyne
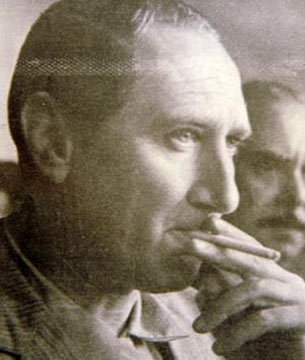
Augusto Timoteo Vandor